# Schizophyllum commune
Schizophyllum commune es una especie de hongo del género Schizophyllum. El hongo se asemeja a las ondas ondulantes de los corales apretados o al abanico chino suelto. Las "láminas" o láminas hendidas varían de color amarillo cremoso a blanco pálido. El píleo es pequeño, de 1 a 4,5 cm de ancho con una textura corporal densa pero esponjosa. Se conoce como la seta de láminas hendidas debido a la naturaleza única de las "láminas" divididas longitudinalmente en la parte inferior del sombrero. Es el único hongo conocido capaz de retraerse por movimiento. Este hongo se encuentra en todo el mundo.
Se encuentra en estado silvestre en árboles en descomposición después de las temporadas de lluvia, seguidas de períodos de sequía en los que los hongos se recogen de forma natural. Es conocido por su alto valor medicinal y su perfil de sabor aromático. Recientemente ha atraído a la industria médica por sus actividades inmunomoduladoras, antifúngicas, antineoplásicas y antivirales, que son superiores a las de cualquier otro carbohidrato glucano complejo.

## Descripción
S. commune suele describirse como una especie morfológica de distribución mundial, pero algunas investigaciones han sugerido que puede ser un complejo de especies que abarca varias especies crípticas de distribución más estrecha, como las típicas de muchos Basidiomycota formadores de hongos.
Las láminas, que producen basidiósporas en su superficie, se dividen cuando el hongo se seca, lo que le da a este hongo el nombre común de lámina hendida. Es común en la madera podrida, pero también puede causar enfermedades en los humanos.
Tiene 23.328 sexos distintos, llamados propiamente tipos de apareamiento. Los individuos de cualquier sexo son compatibles para aparearse con todos menos con su propio sexo. Sin embargo, hay dos loci genéticos que determinan el tipo de apareamiento, el locus A con 288 alelos y el locus B con 81 alelos. Un par de hongos sólo será fértil si tienen diferentes alelos A y diferentes B; es decir, cada sexo puede entrar en emparejamientos fértiles con otros 22.960.
La hidrofobina fue aislada por primera vez de Schizophyllum commune.

## Genética
El genoma de Schizophyllum commune fue secuenciado en 2010.

## Culinario
Aunque las guías europeas y estadounidenses la enumeran como no comestible, esto se debe aparentemente a las diferentes normas de sabor más que a la toxicidad conocida, siendo considerada con poco interés culinario debido a su textura dura. S. commune es, de hecho, comestible y ampliamente consumida en México y en otros lugares de los trópicos. En el noreste de la India, en el estado de Manipur se conoce como kanglayen y uno de los ingredientes favoritos de los panqueques estilo Manipuri llamado paaknam. En Mizoram, el nombre local es pasi (pa significa hongo, si significa diminuto) y es uno de los hongos comestibles de más alto rango entre la comunidad Mizo. Los autores explican la preferencia por las setas duras y gomosas en los trópicos como consecuencia del hecho de que las setas tiernas y carnosas se pudren rápidamente en las condiciones de calor y humedad de allí, lo que hace que su comercialización sea problemática.
En Perú, la comunidad matsigenka de Shipetiari en la región de Madre de Dios los consume y denomina bajos lo nombres de shitovi, shitoviro y fibroso.

## Etimología
Schizophyllum deriva del [griego] Schíza, que significa hendido, por la aparición de pliegues radiales, hendidos centralmente, parecidos a las láminas; commune significa propiedad común o compartida o ubicuo.

## Imágenes suplementarias

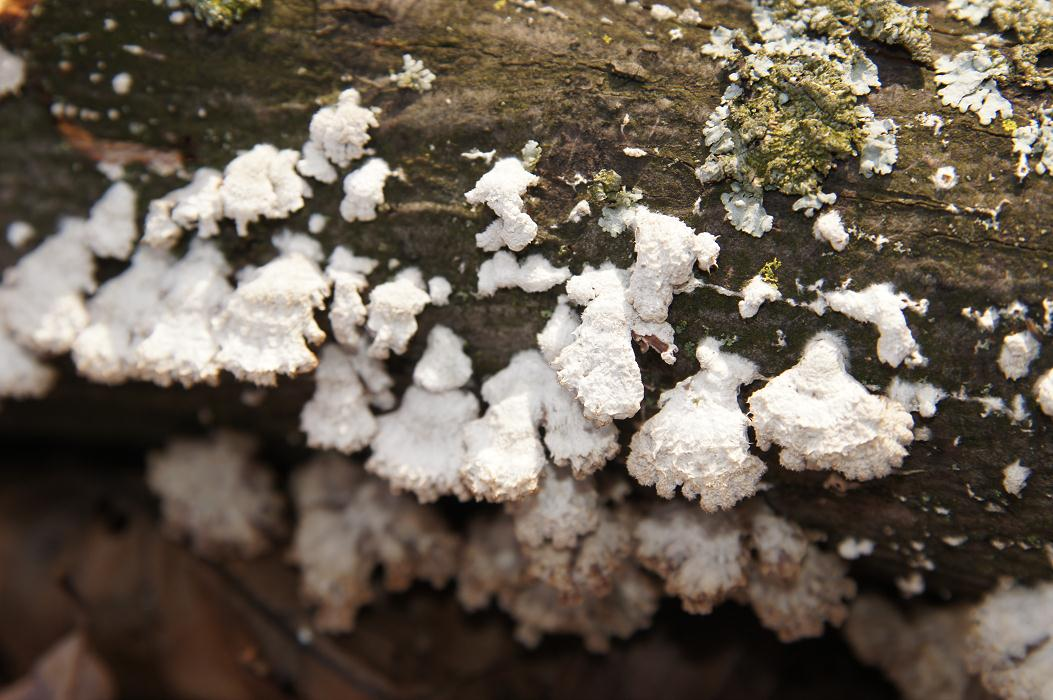
Schizophyllum commune Elk Grove, Illinois
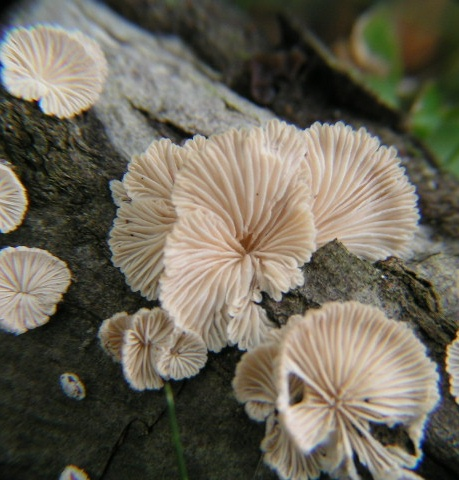
Schizophyllum commune en Misuri, Estados Unidos
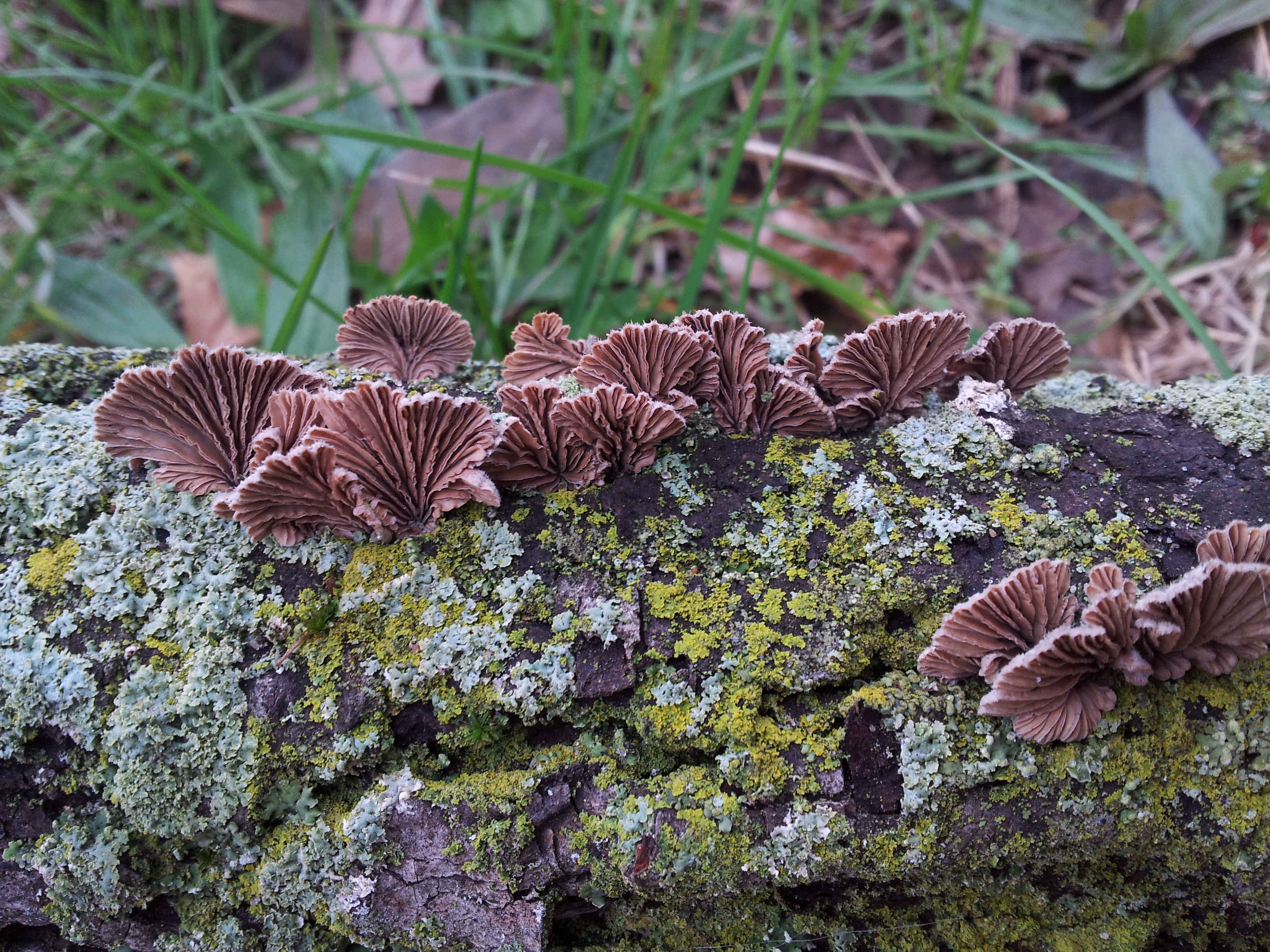
Schizophyllum commune Grand Rapids, Michigan
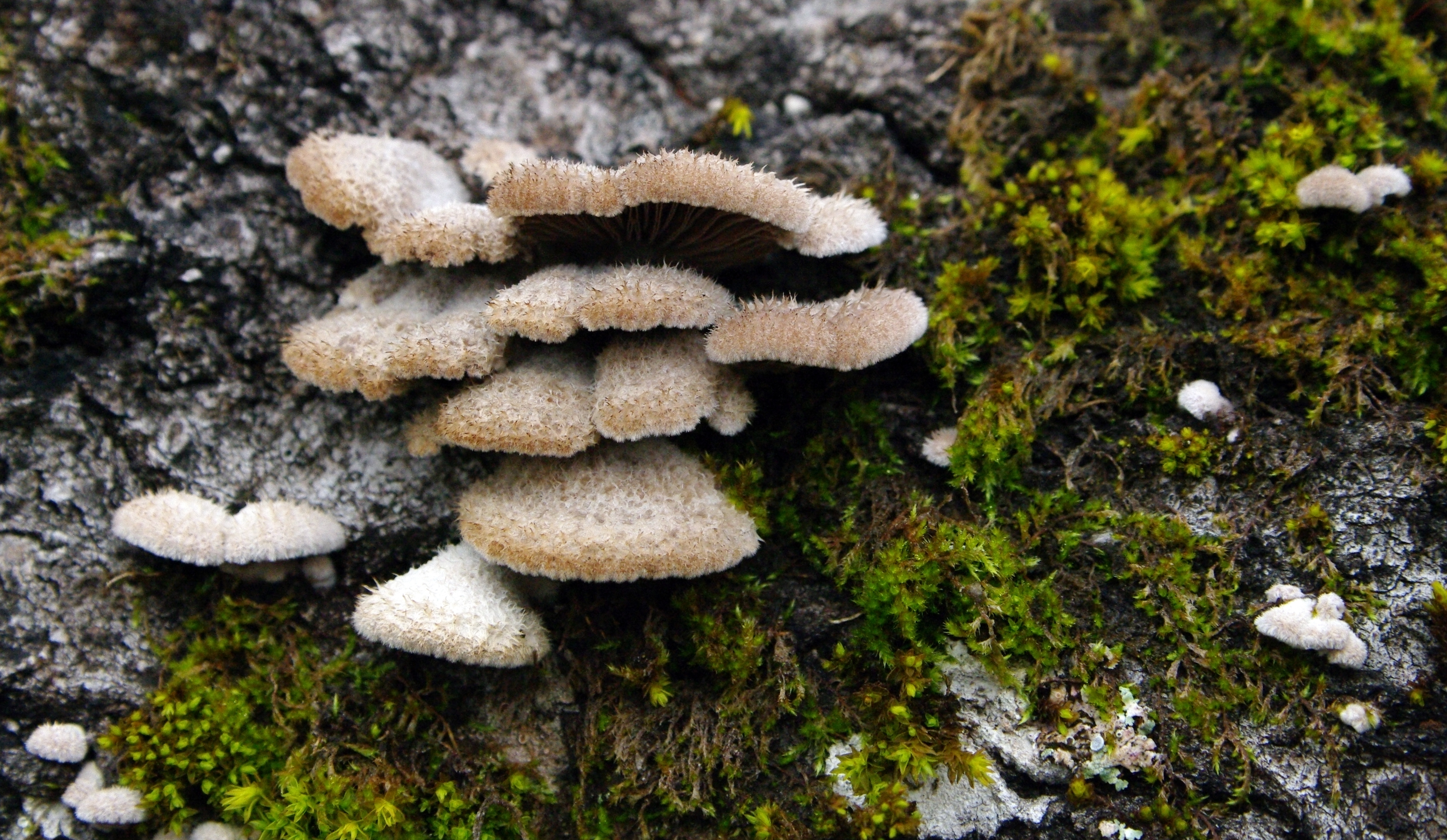
Schizophyllum commune en Estonia